# Zgârie-nori

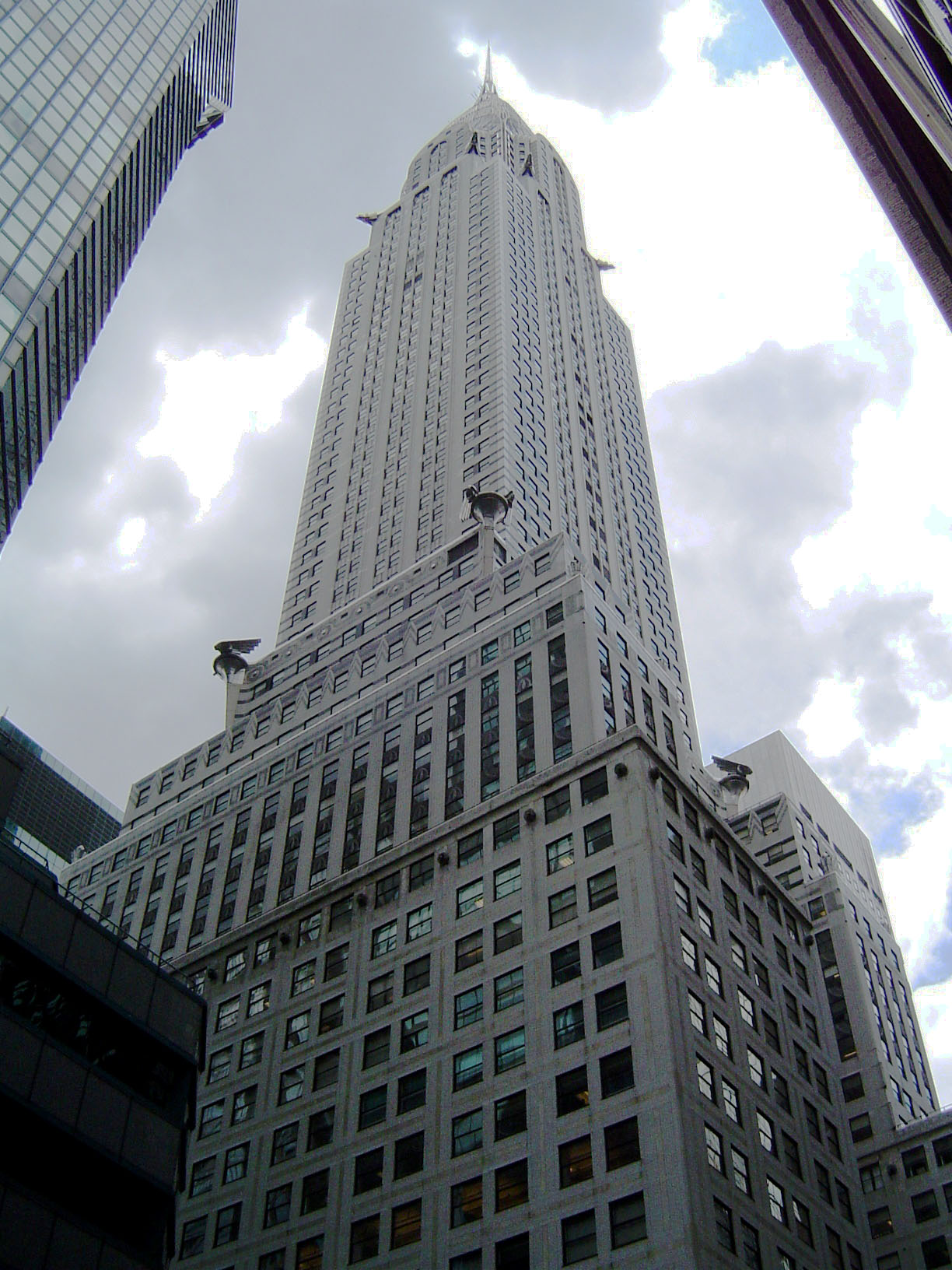
Imagine 1 - Zgârie-nori -- Clădirea Chrysler Building, orașul New York, statul New York, arhitect William Van Alen, simbol multiplu al Art Deco, Chrysler Corporation, Manhattan-ului, ...

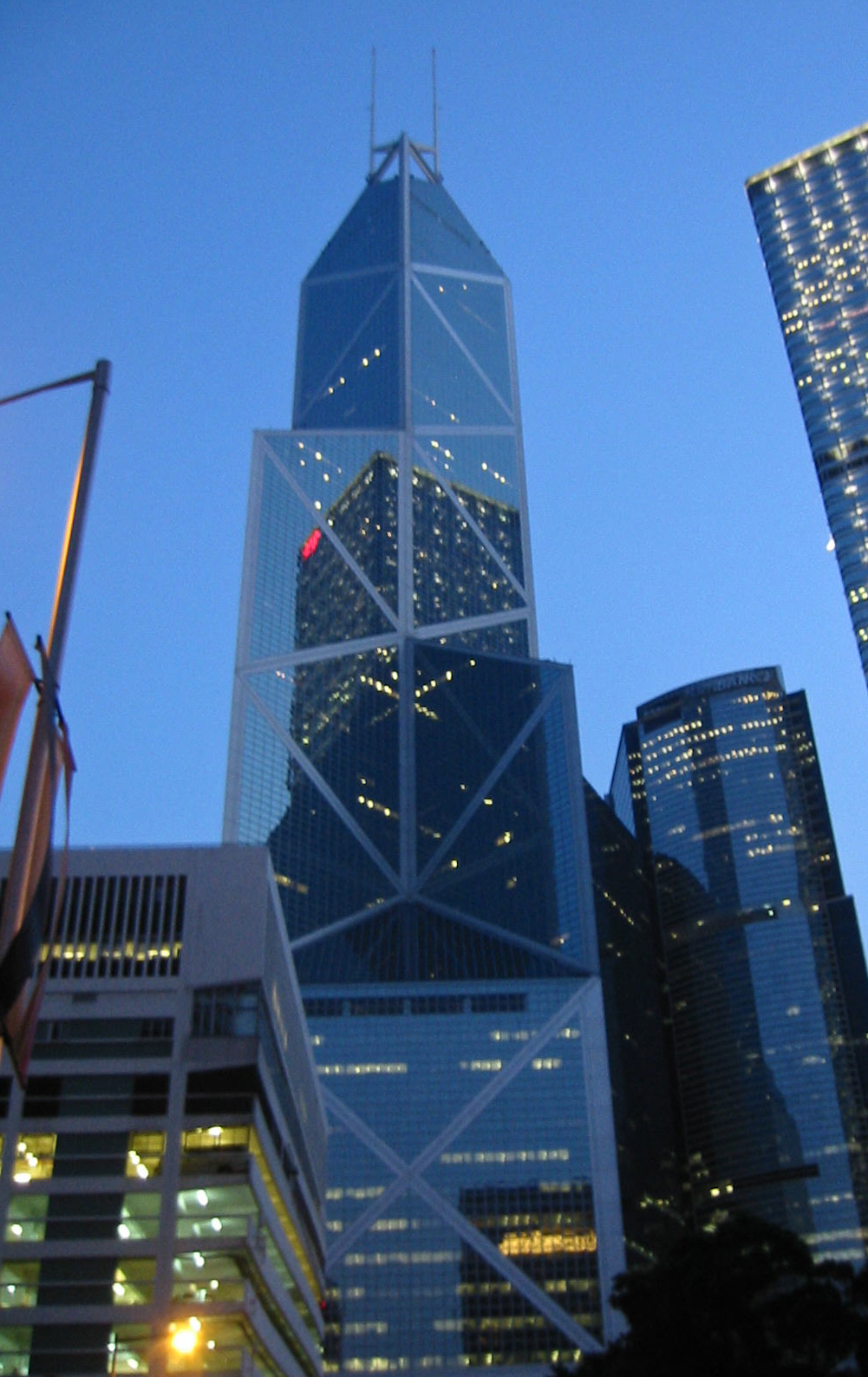
Imagine 2 - Zgârie-nori -- Clădirea Bank of China, Hong Kong, arhitect Ieoh Ming Pei, finalizată în 1990.

Un zgârie-nori sau zgârie nori (adeseori chiar zgârienori) este o clădire foarte înaltă, continuu folosibilă până la cele mai înalte niveluri ale sale.
Deși nu există o definiție propriu-zisă pentru un zgârie-nori, se consideră (mai ales în Statele Unite și Canada) că orice clădire mai înaltă de 150 metri sau 500 de picioare, respectiv una care are cel puțin 30 de etaje, este un zgârie-nori sau chiar cei ce depasesc 80 de metri.
Conform unei alte interpretări, orice clădire pentru care, în faza proiectării sale, importanța studiului rezistenței opuse de mișcările aerului are o pondere similară sau mai mare decât studiul greutății propriu-zise a clădirii, este în această categorie.
Definirea structurală a unui zgârie nori, a fost făcută mai târziu de către istoricii arhitecturii, considerând dezvoltarea ingineriei structurilor construcțiilor de la sfâșitul anilor 1880. Astfel, scheletele metalice, care au apărut tot atunci, folosite în locul zidăriei "clasice", care trebuia să fie progresiv mai groasă pe măsură ce clădirea era mai înaltă, au determinat o adevărată revoluție a construcțiilor, care au putut fi ridicate dintr-o dată, cel puțin aparent, "la infinit".
Se poate considera că limita maximă de înălțime atinsă folosind metoda clasică de zidărie a fost atinsă în realizarea, în 1891, a clădirii cunoscută sub numele de Monadnock Building din Chicago, Illinois. Clădirea primăriei din Philadelphia, Pennsylvania, cunoscută ca Philadelphia's City Hall, încheiată în 1901, este o altă clădire despre care se pretinde că ar deține recordul mondial de înălțime a unei clădiri construite cu "zidărie clasică".
Cuvântul zgârie-nori a apărut prima dată în engleza americană ca un cuvânt compus, skyscraper = sky + scraper, adică zgârietor al cerului, care a devenit zgârietor de nori, adică zgârie-nori în română.  Cuvântul în sine, desemnând inițial un catarg foarte înalt (conform skyscraper mast), fusese folosit pentru prima dată în limbajul uzual la sfârșitul secolului al 19-lea, reflectând uimirea publică a rezidenților orașului New York la vederea acestor clădiri foarte înalte, care păreau a zgâria cerul. Ulterior, a fost rapid adoptat în multe limbi, sub forma compusă specifică a acelor limbi.
Primul zgarie-nori (de peste 150m) este Philadelphia City Hall, din Philadelphia, Pennsylvania, construit in  anul 1901. 

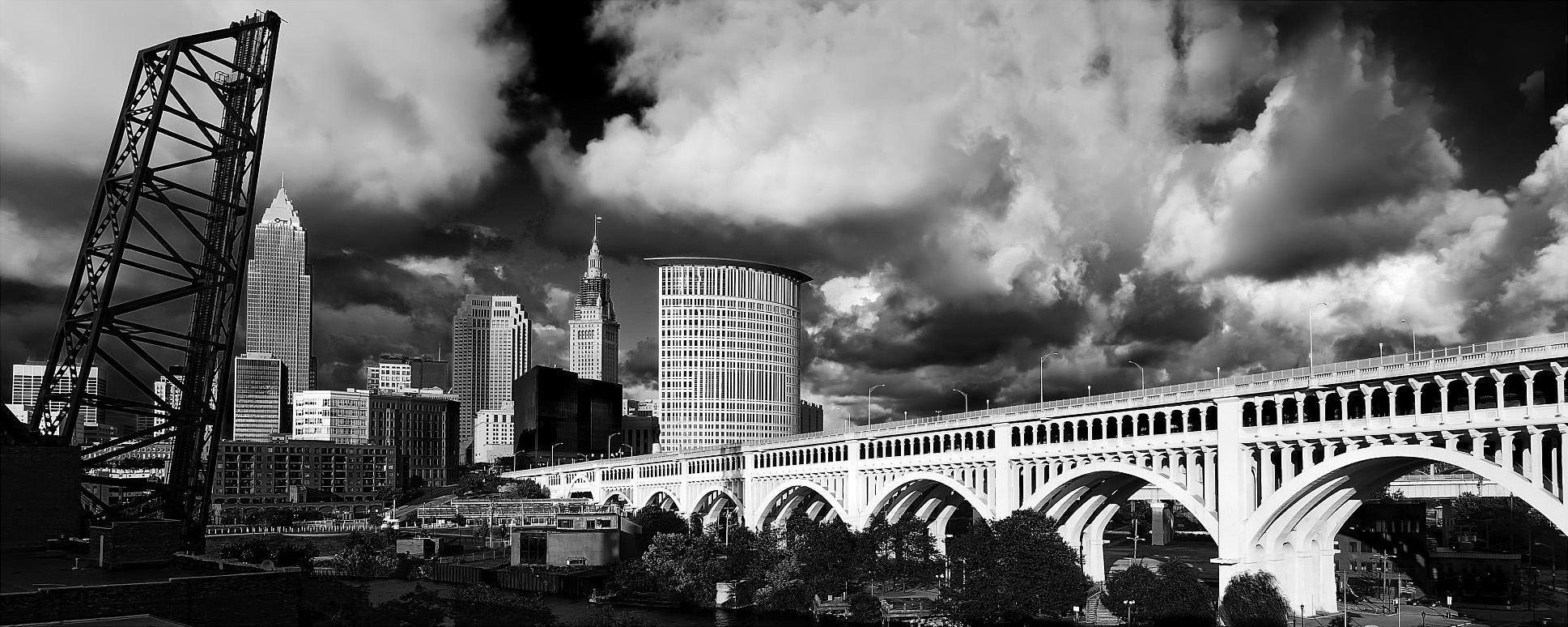
Imagine 3 - Zgârie-nori -- Cleveland, statul Ohio -- Conturul zgârie-norilor (skyline) din centrul orașului (downtown), împreună cu impozantul pod Detroit-Superior Bridge creează o imagine poetică de tip aparte în această frumoasă fotografie alb-negru.

Evoluția definirii "corecte" a unui zgârie nori a evoluat în timp, fiind o funcție nu numai de realizarea tehnică respectivă, dar și de evoluția noțiunii pe măsură ce din ce în ce mai multe clădiri au ajuns să merite acest statut. Uneori se consideră că o clădire ar avea statutul de zgârie-nori doar pentru că domină cu detașare clădirile înconjurătoare. Alteori, se conferă acest statul unei clădiri înalte pentru că implică mândrie și satisfacție locuitorilor unui oraș care are o astfel de structură. Oricum, dincolo de aceste definiții și nominalizări, există și alte criterii (mai mult sau mai puțin obiective) care trebuiesc luate în considerare, așa cum ar fi plasamentul, forma, destinația și aspectul clădirii, care contribuie per ansamblu la definirea unei structuri de a fi sau nu considerată un zgârie-nori.

## Istoric
Apariția și existența zgârie-norilor este strict legată de progresul științific și tehnologic, care a generat posibilitatea de a construi clădiri ale căror structură de rezistență să fie preluată de materiale extrem de durabile, oțelul și betonul armat. Astfel, alături de acestea, elementele tehnice absolut necesare pentru apariția acestor structuri supra-înalte au fost și sticla termoizolantă, pompele de apă, lifturile și aerul condiționat.

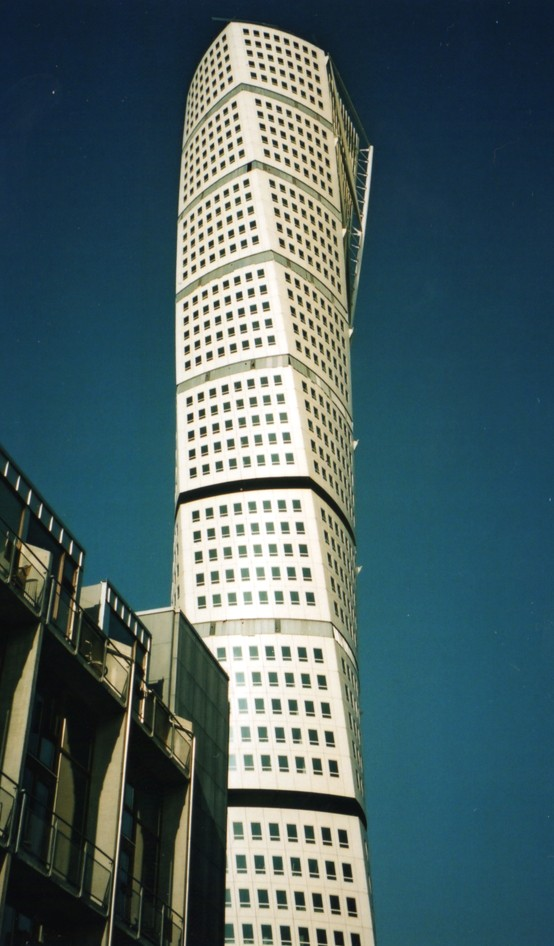
Imagine 4 - Zgârie-nori -- Turning Torso, Malmö, Suedia, arhitect Santiago Calatrava.

Până în secolul al 19-lea clădirile cu mai mult de 5-6 etaje erau extrem de rare pentru că structurile în sine ridicau probleme tehnice greu de surmontat. La acest fapt se adăugau existența unor scări lungi și greu de urcat precum și problema presiunii apei, de cele mai multe ori insuficientă pentru a asigura apa curentă la înălțimi mai mari de 15 metri.
Oricum, în ciuda acestor multiple insuficiențe și incoveniențe, realizarea de construcții relativ înalte datează încă de la începutul anilor 1600 în anumite locuri. Spre exemplu, în Edinburgh, Scoția, zidul defensiv ce înconjura orașul limita clar expansiunea teritorială a acestuia. Ca urmare construcțiile din interiorul apărat au început să crească în înălțime. Astfel, construcții cu 10 - 11 niveluri au devenit comune, înregistrându-se și clădiri record de înalte cu 14 - 15 niveluri. Multe din acele clădiri înalte stau încă în picioare și pot fi văzute în partea veche a orașului, mai ales în zonele cunoscute ca Wynds și Closes, în apropiere de Royal Mile.
Cea mai veche clădire încă "în picioare", construită structural pe baza unei structuri metalice (de fier) este The Flaxmill (cunoscută local ca [the] "Maltings"), ce se găsește în Shrewsbury, Anglia. Construită în 1797, poate fi considerată "clădirea mamă a zgârie-norilor" datorită combinației de coloane și grinzi realizate din oțel rezistent la foc, conținând mai mult de 2% carbon (în engleză, cast iron) aidoma scheletelor metalice moderne ce au făcut posibilă existența structurilor înalte de azi. Din păcate a fost mult timp desconsiderată, având statut de ruină. În 31 martie 2005, organizația non-profit English Heritage a anunțat că va cumpăra Flaxmill, pentru reparare, menținere și conservare.
Primul zgârie nori modern a fost clădirea de zece etaje Home Insurance Building din Chicago, Illinois, construită între 1884 – 1885. Deși clădirea nu este deloc impresionantă azi ca înălțime, este importantă în istoria arhitecturii pentru că arhitectul acesteia, William Le Baron Jenney, a creat primul schelet metalic structural capabil de a suporta întreaga greutate a clădirii. Pentru prima dată, scheletul metalic al clădirii a fost astfel conceput încât zidurile nu trebuiau să suporte nimic din masa clădirii, aceasta fiind integral suportată de structura scheletului metalic. Această primă realizare de acest gen a condus la așa numitul "Chicago skeleton" ("scheletul Chicago") model structural care a dovedit în timp, că expresia "cerul este limita" (în engleză, în original, "The sky is the limit!") avea acoperire conceptuală, tehnică și materială.

## Istoria celor mai înalți zgârie-nori
- Pentru a studia actuala listă de zgârie-nori, ordonați după înălțime, vedeți Listă de zgârie-nori.

Această listă ține cont și de înălțimea acoperișului. Un element mult mai comun de măsurare îl constituie cel mai înalt detaliu arhitectural (conform, [the] highest architectural detail); astfel de considerări includ Petronas Towers, turnuri gemene, construite în 1998. 

| Construit | Clădire                           | Oraș         | Stat / Țară           | Acoperiș | Etaje | Vârf     | Vârf   | Statutul actual |
| --------- | --------------------------------- | ------------ | --------------------- | -------- | ----- | -------- | ------ | --------------- |
| 1873      | Equitable Life Building           | New York     | New York, SUA         | 43 m     | 6     |          |        | Dărâmat         |
| 1876      | St Pancras Chambers               | Londra       | Marea Britanie        | 82 m     | 9     |          |        | În picioare     |
| 1889      | Auditorium Building               | Chicago      | Illinois, SUA         | 82 m     | 17    | 349 ft   | 106 m  | În picioare     |
| 1890      | New York World Building           | New York     | New York, SUA         | 94 m     | 20    | 349 ft   | 106 m  | Dărâmat         |
| 1894      | Manhattan Life Insurance Building | New York     | New York, SUA         | 106 m    | 18    |          |        | Dărâmat         |
| 1895      | Milwaukee City Hall               | Milwaukee    | Wisconsin, SUA        | 107 m    | 9     |          |        | În picioare     |
| 1899      | Park Row Building                 | New York     | New York, SUA         | 119 m    | 30    |          |        | În picioare     |
|           |                                   |              |                       |          |       |          |        |                 |
| 1908      | Singer Building                   | New York     | New York, SUA         | 187 m    | 47    |          |        | Dărâmat         |
| 1909      | Met Life Tower                    | New York     | New York, SUA         | 213 m    | 50    |          |        | În picioare     |
| 1913      | Woolworth Building                | New York     | New York, SUA         | 241 m    | 57    |          |        | În picioare     |
| 1930      | 40 Wall Street                    | New York     | New York, SUA         | 283 m    | 70    |          |        | În picioare     |
| 1930      | Chrysler Building                 | New York     | New York, SUA         | 282 m    | 77    | 1,046 ft | 319 m  | În picioare     |
|           |                                   |              |                       |          |       |          |        |                 |
| 1931      | Empire State Building             | New York     | New York, SUA         | 381 m    | 102   | 1,472 ft | 449 m  | În picioare     |
| 1972      | World Trade Center (North tower)  | New York     | New York, SUA         | 417 m    | 110   | 1,732 ft | 528 m  | Distrus         |
| 1974      | Sears Tower                       | Chicago      | Illinois, SUA         | 442 m    | 108   | 1,729 ft | 527 m  | În picioare     |
| 1998      | Petronas Towers                   | Kuala Lumpur | Malaysia              |          | 88    | 1,483 ft | 452 m  | În picioare     |
| 2004      | Taipei 101                        | Taipei       | Taiwan                | 448 m    | 101   | 1,671 ft | 509 m  | În picioare     |
| 2009      | Burj Khalifa                      | Dubai        | Emiratele Arabe Unite | 810m     | 160   | 2,719 ft | 828,9m | În picioare     |
| 2022      | Kingdom Tower                     | Djedda       | Arabia Saudita        | 668m     | 200   | 3,281 ft | 1000m  | În constructie  |

- Sursă -- emporis.com

În momentul de față construcția superstructurii numită Burj Dubai are loc în Dubai. Înălțimea sa exactă este ținută secretă, dar este de așteptat să atingă minimum 700 m înălțime, făcând din această clădire cea mai înaltă din lume la data terminării sale, prevăzută pentru 2008.
Odată cu construirea Burj Dubai va apare o nouă clasă de clădiri numite Super zgârie-nori, conform denumirii deja date de comunitatea arhitecturală, superscraper.
Chiar dacă înălțimea sa finală este necunoscută, acest fapt nu îi va scade cu nimic meritele de a fi primul superscraper realizat material, deși proiecte de superstructuri au existat de mai bine de 50 - 60 de ani. Exemplul proiectului lui Frank Lloyd Wright, al cărui proiect nefinalizat, The Illinois, ar fi fost de o milă înălțime (sau 1 609 metri), este celebru.

## Galerie de imagini

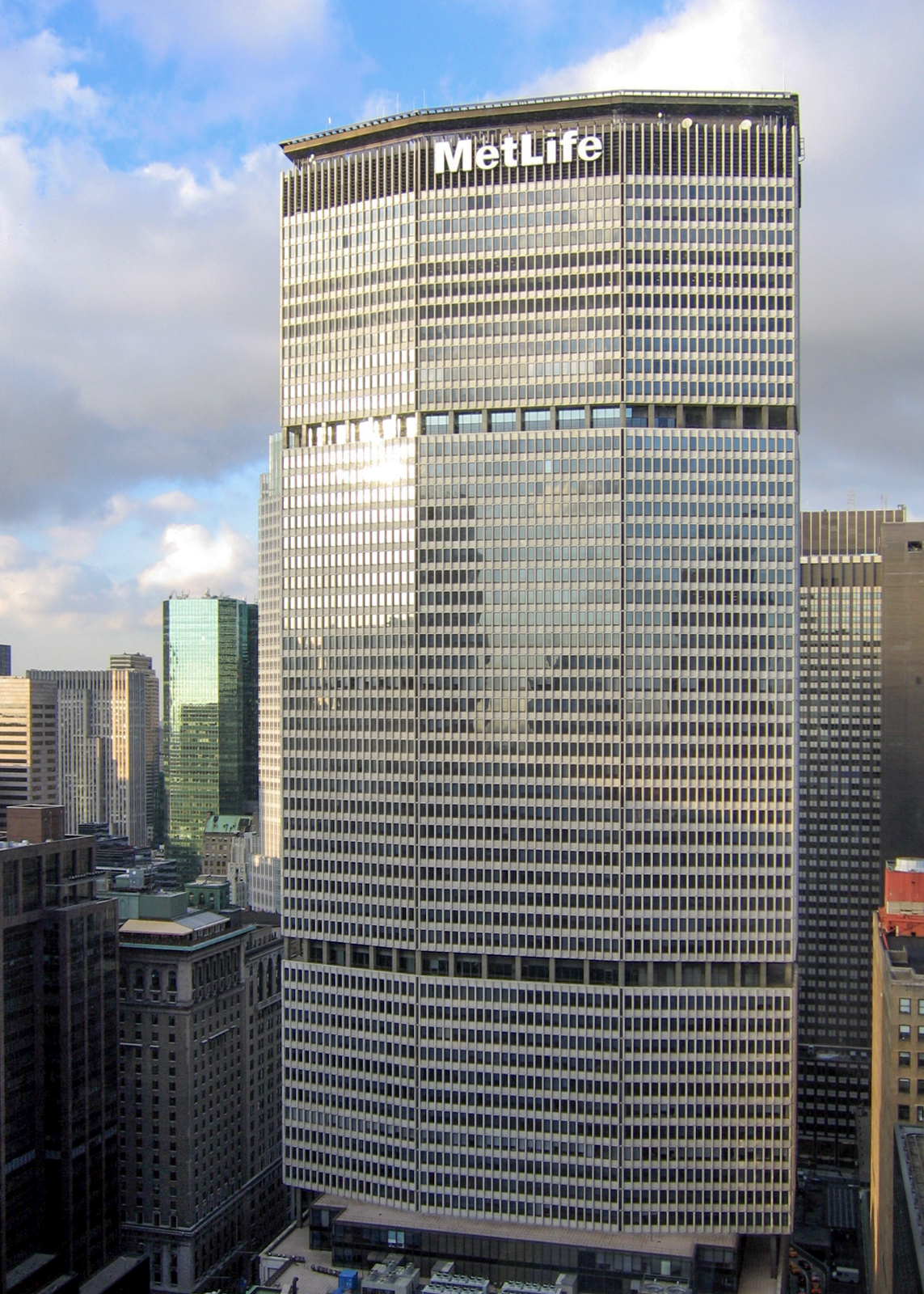
MetLife Building, New York, SUA, arhitect Walter Gropius
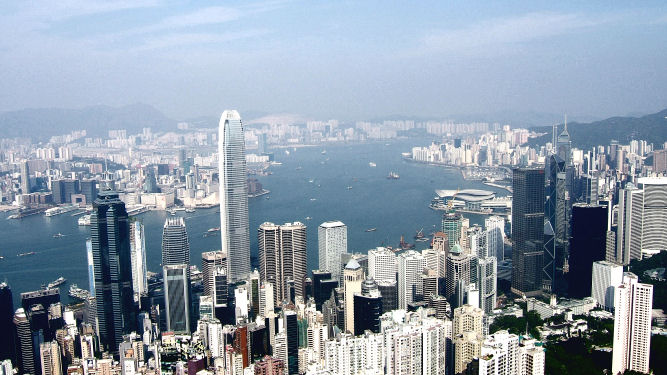
Hong Kong, China, vedere generală a portului și a aglomerației urbane
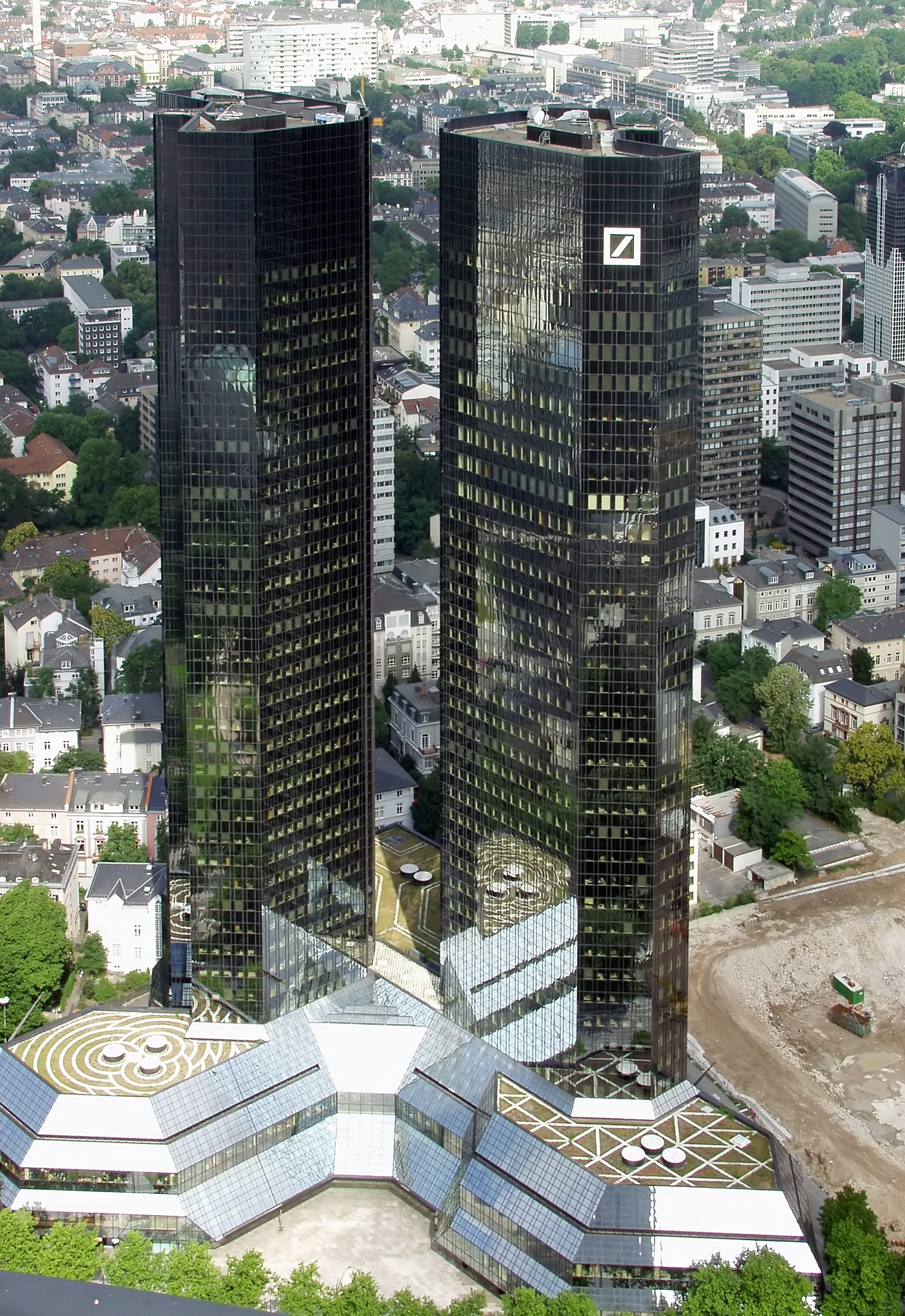
Turnurile gemene Deutsche Bank, Frankfurt am Main, Germania
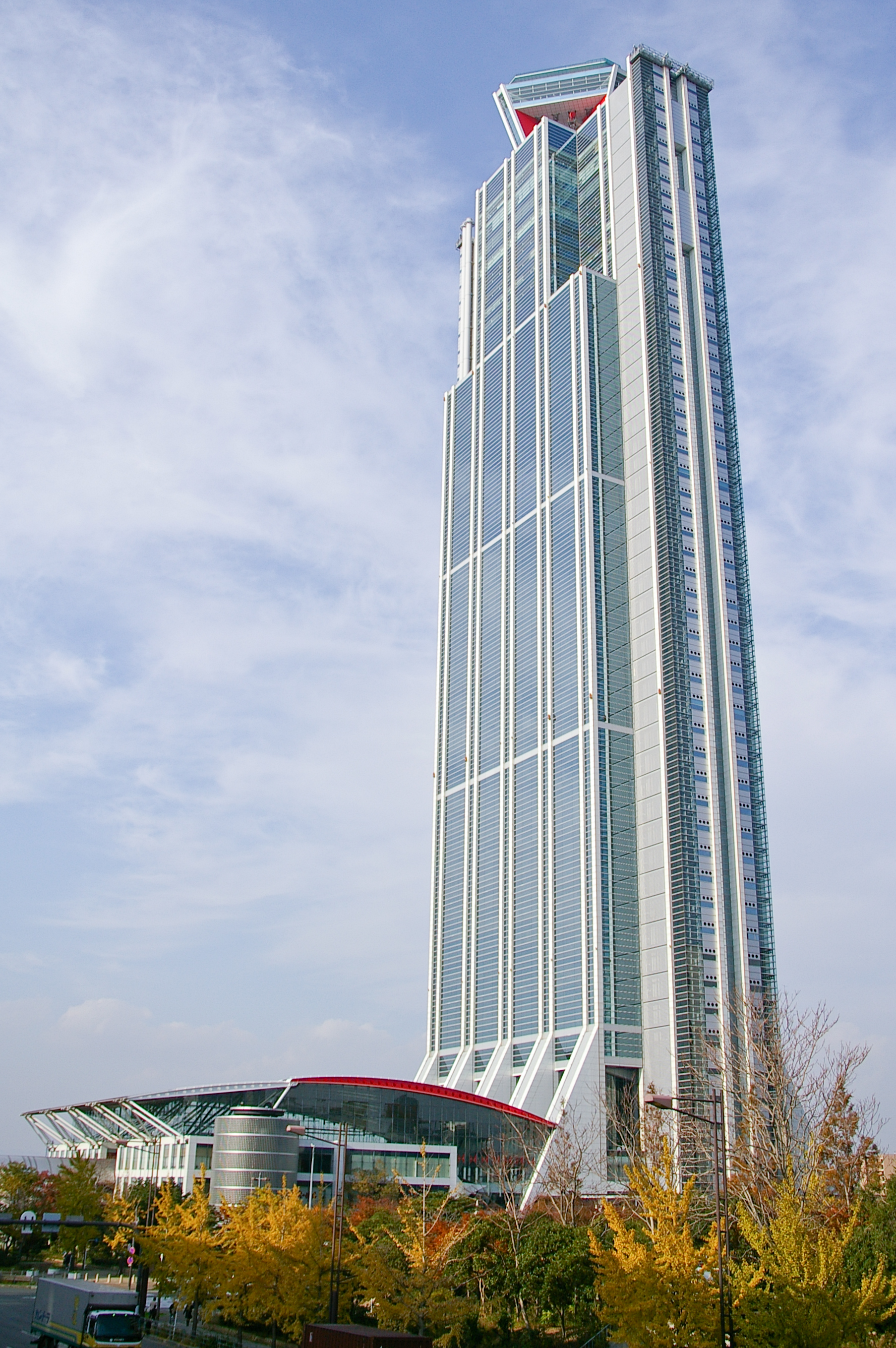
Osaka World Trade Center Building, (sau WTC Cosmo Tower), în Osaka, Japonia
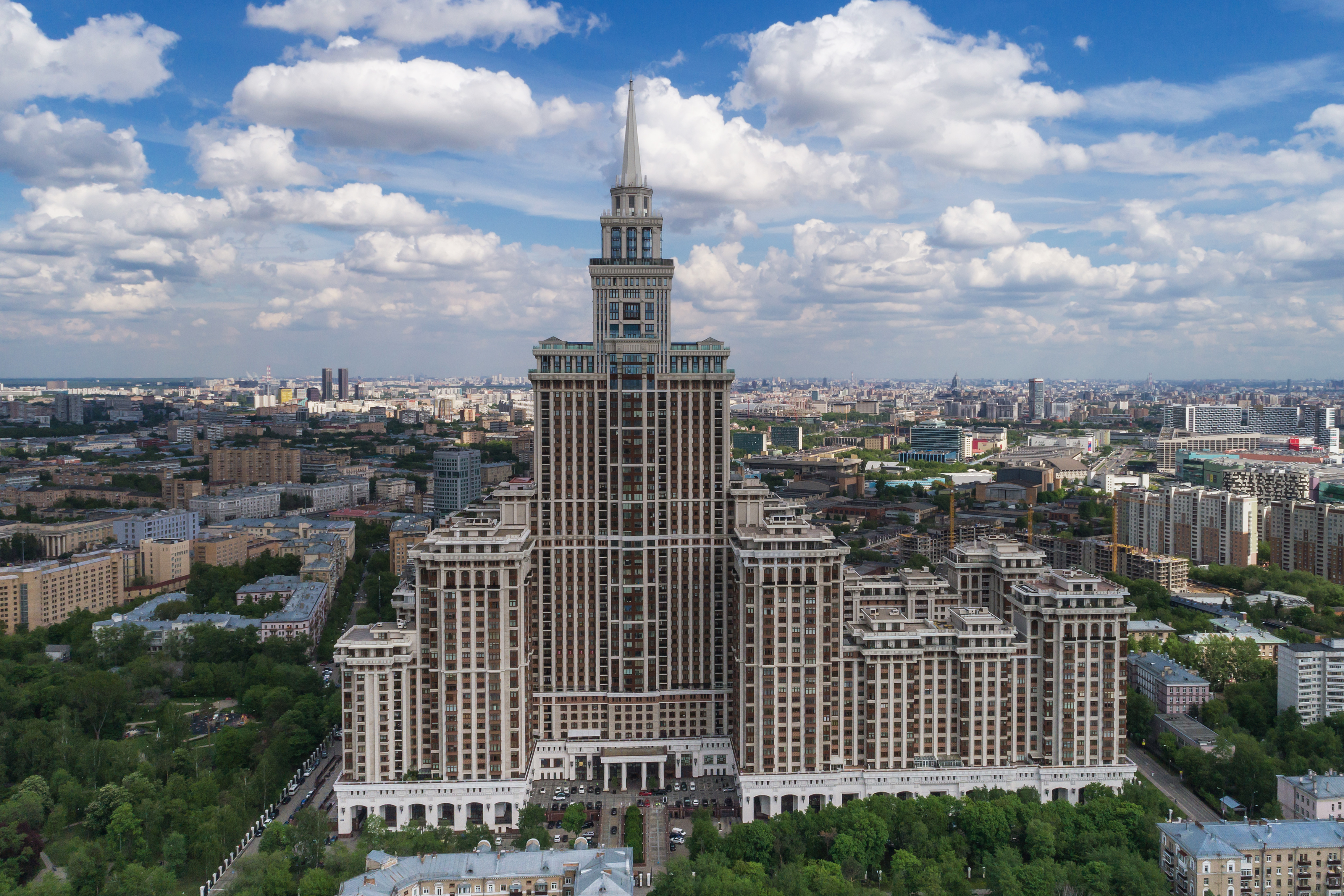
Triumph Palace Building, Moscova, Rusia
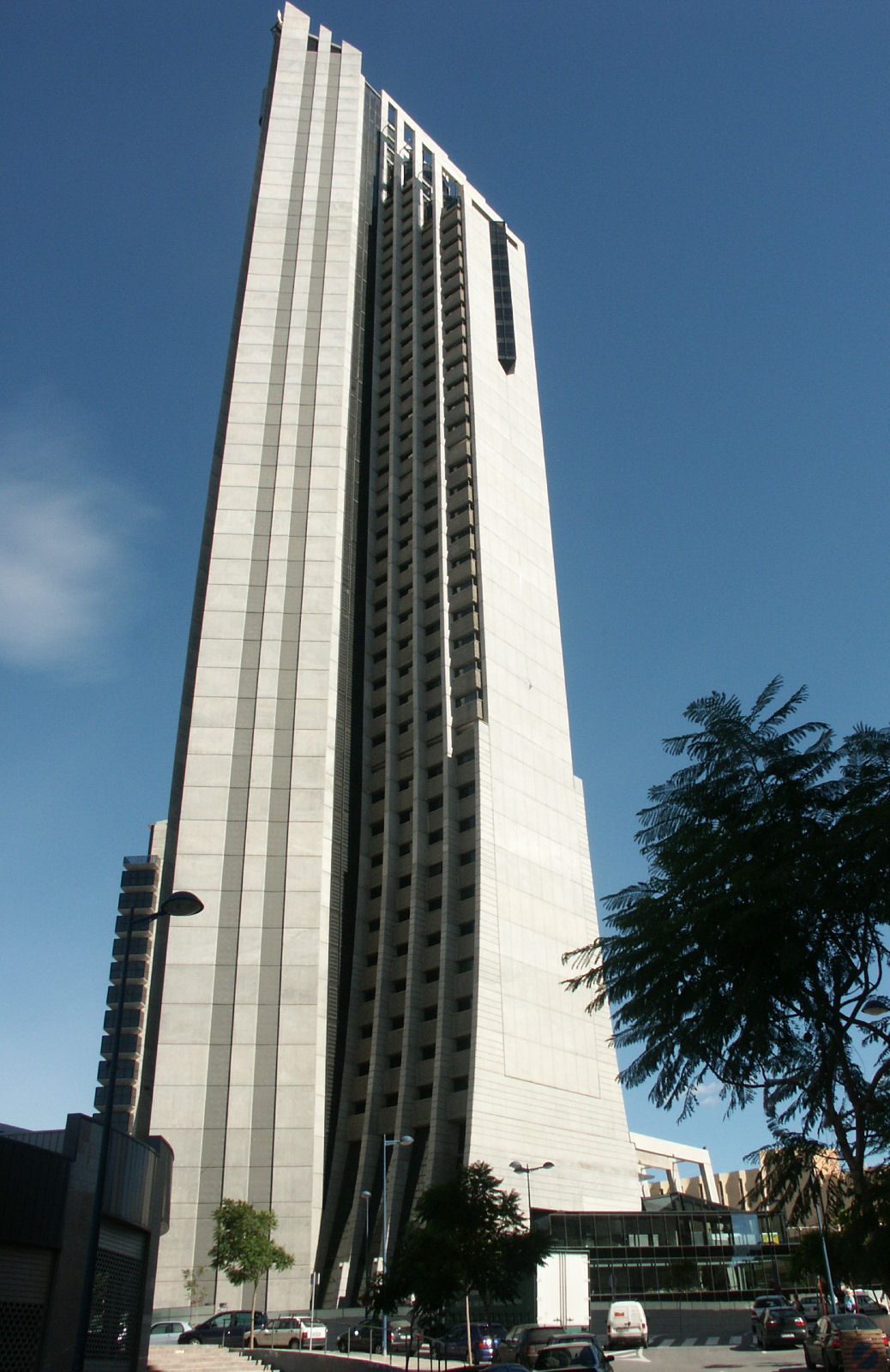
Gran Hotel Bali, Benidorm, Alicante, Spania
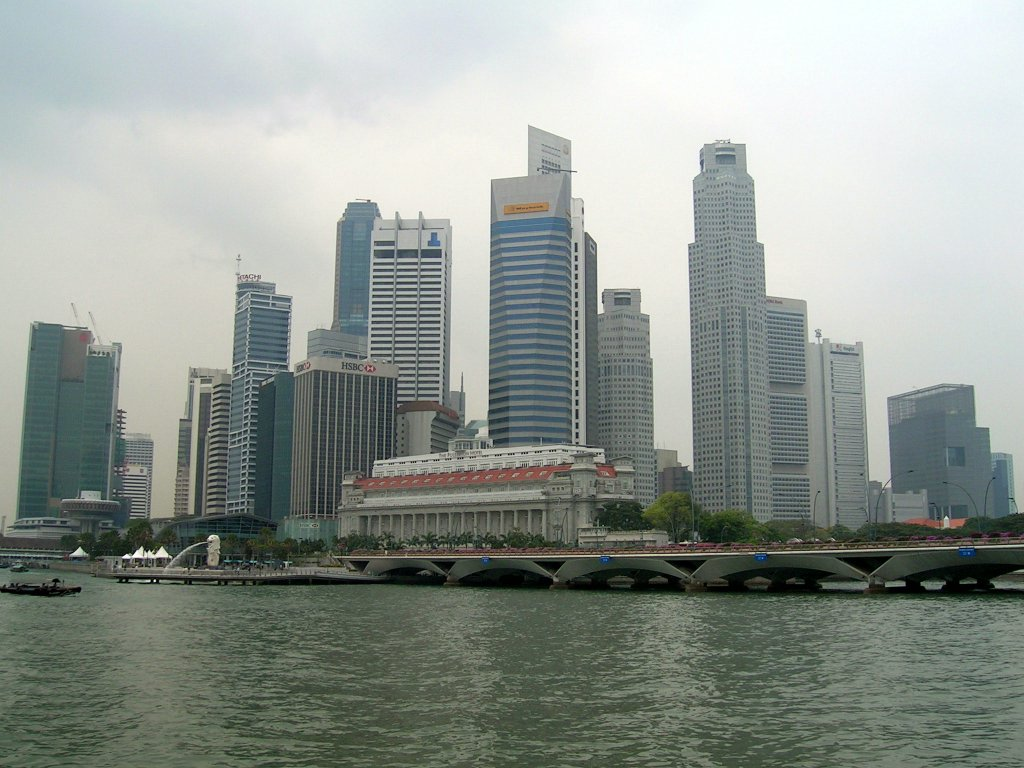
Zgârie-nori în Singapore
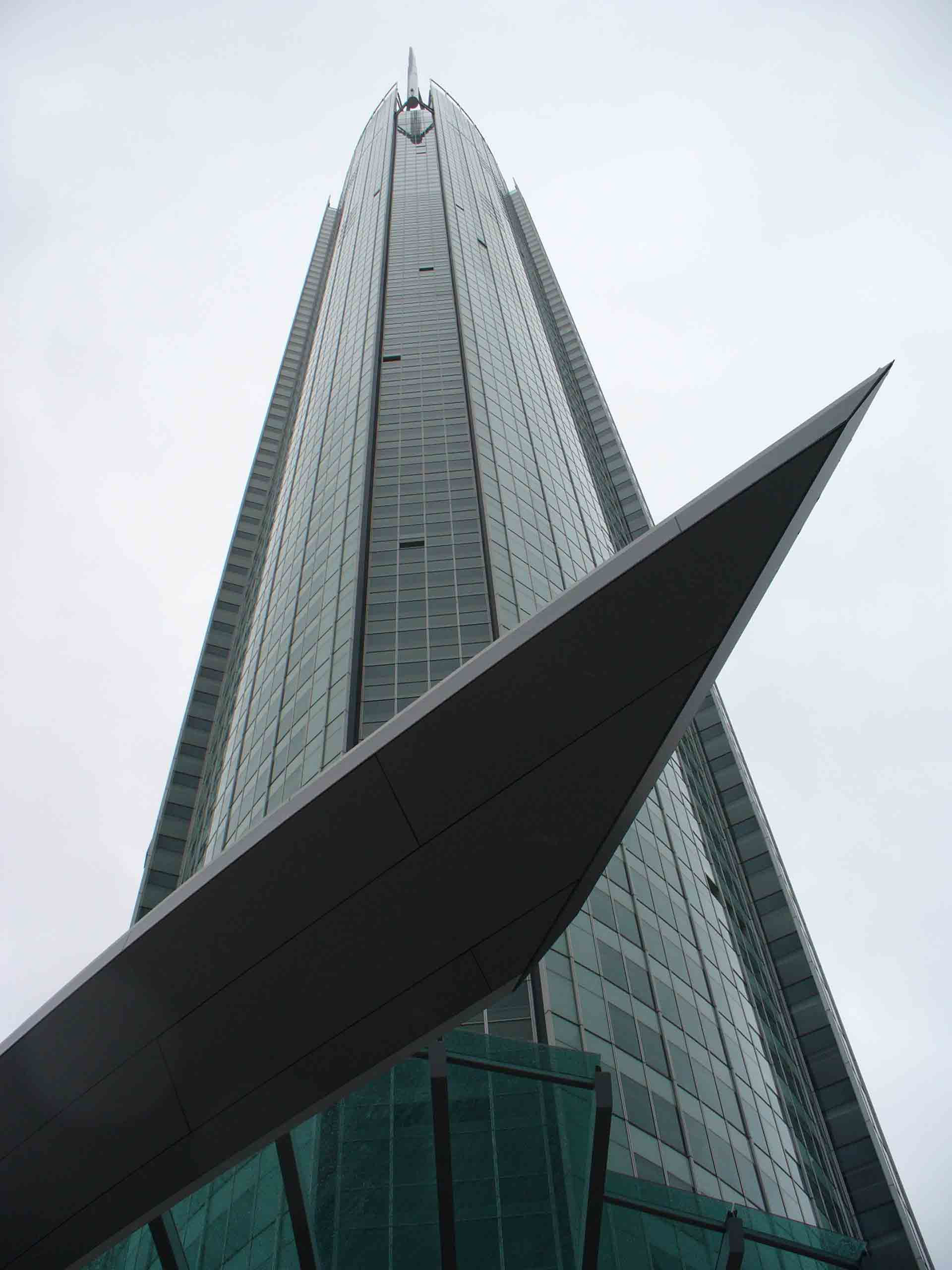
Q1, cea mai înaltă clădire rezidențială din lume, Gold Coast, Queensland, Australia
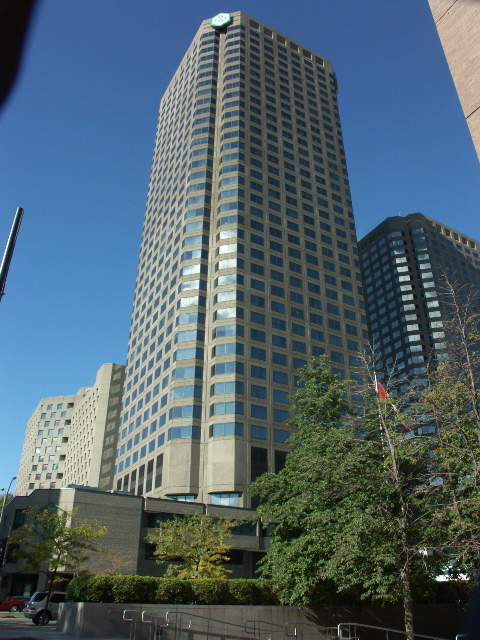
Turnul Complexe Desjardins, Montreal, Canada
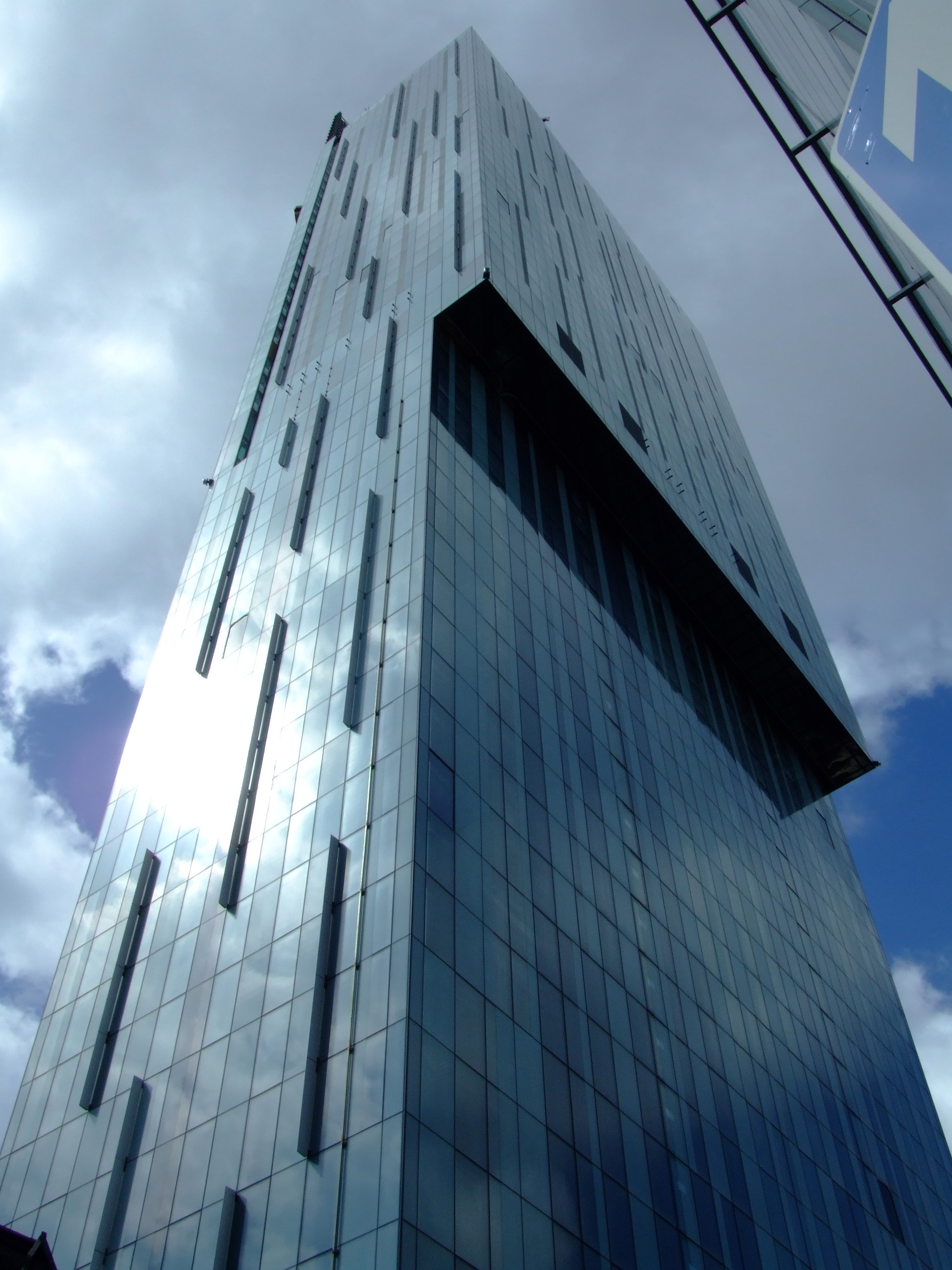
Beetham Tower, cea mai înaltă clădire rezidențială din Marea Britanie
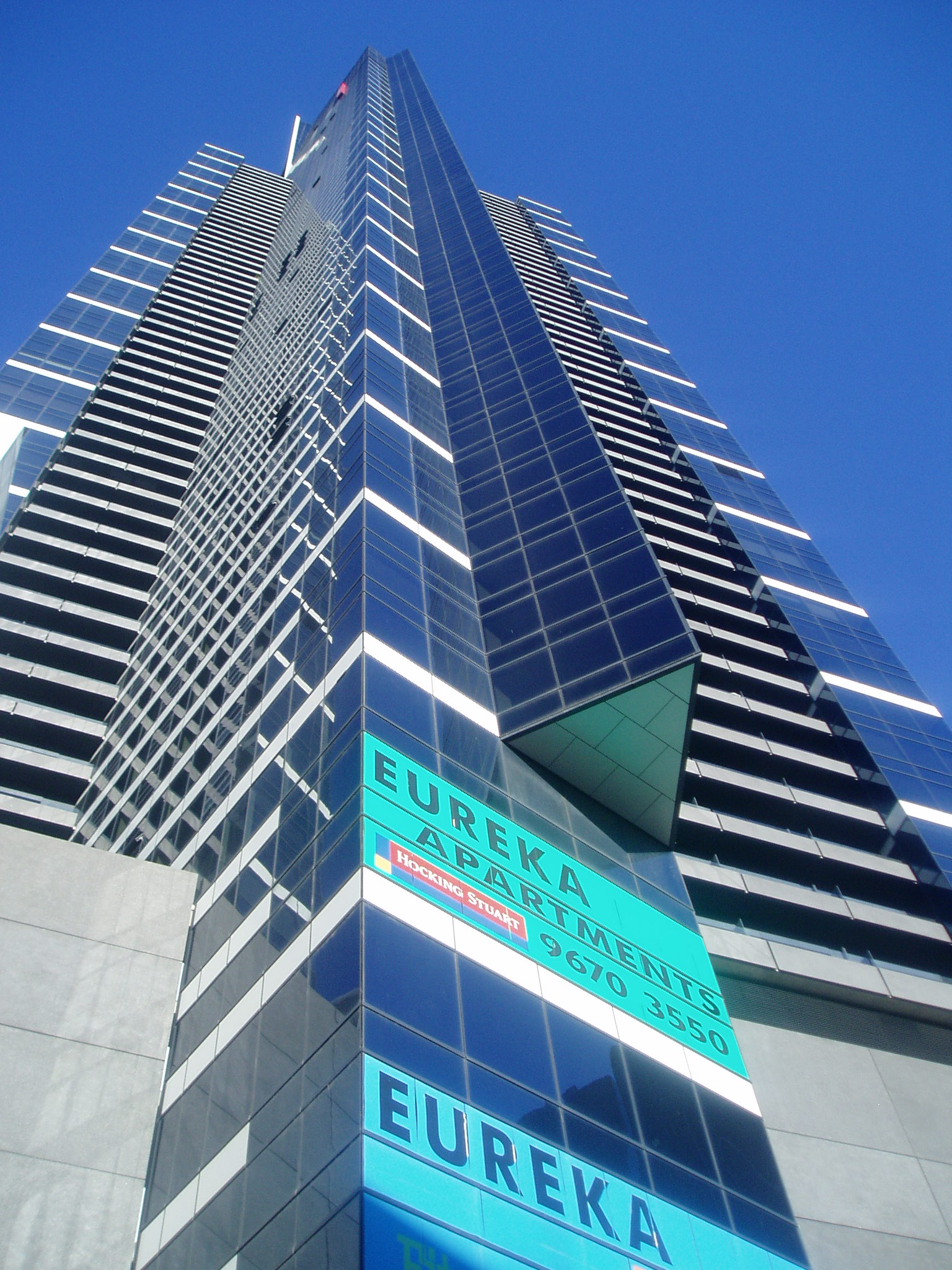
Cea de-a doua cea mai înaltă clădire din emisfera sudică dupa Q1 tot din Australia, (Gold Coast), Eureka Tower din Melbourne
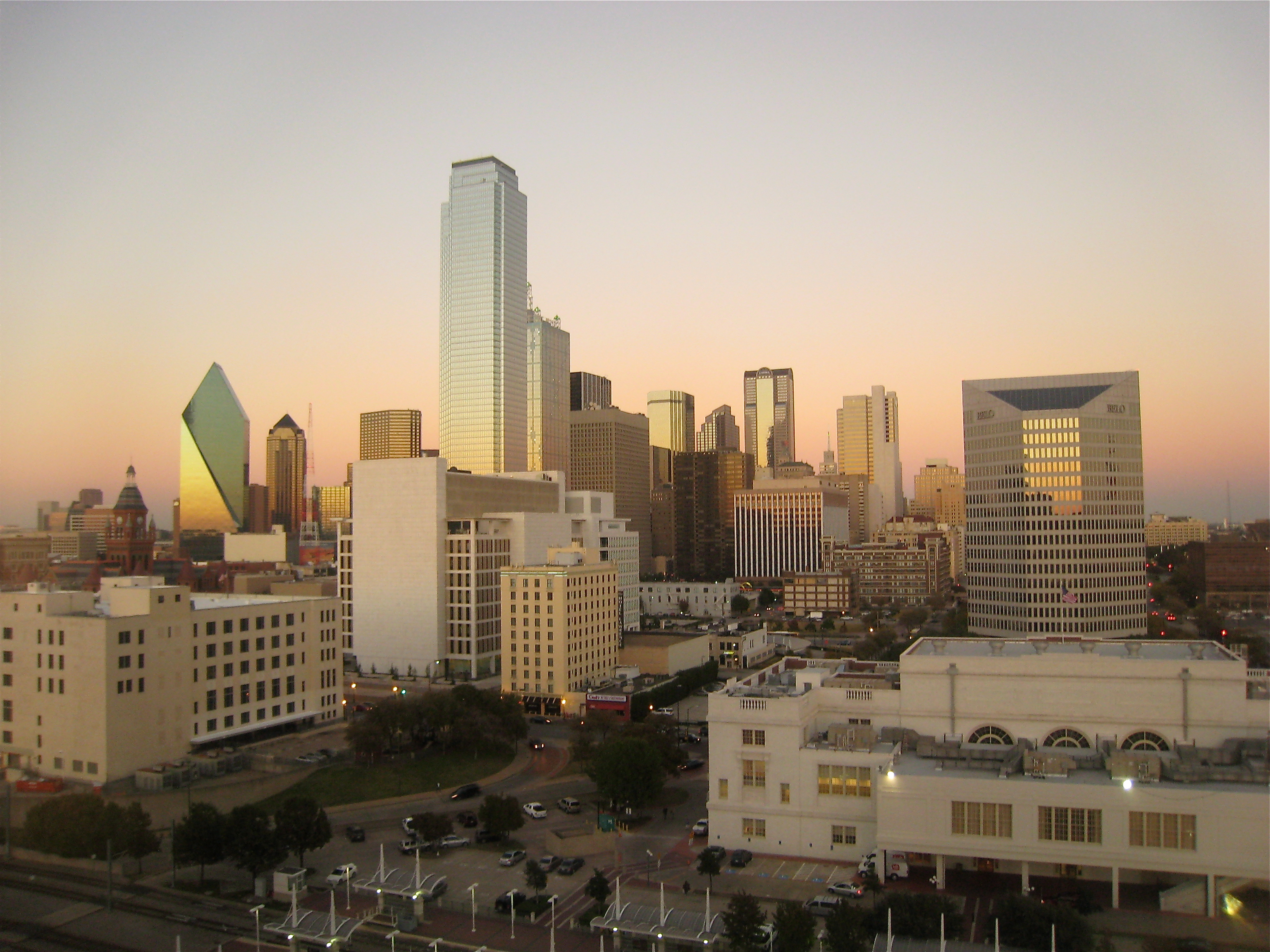
Conturul clădirilor înalte (skyline) ale orașului Dallas, statul american Texas, la apus
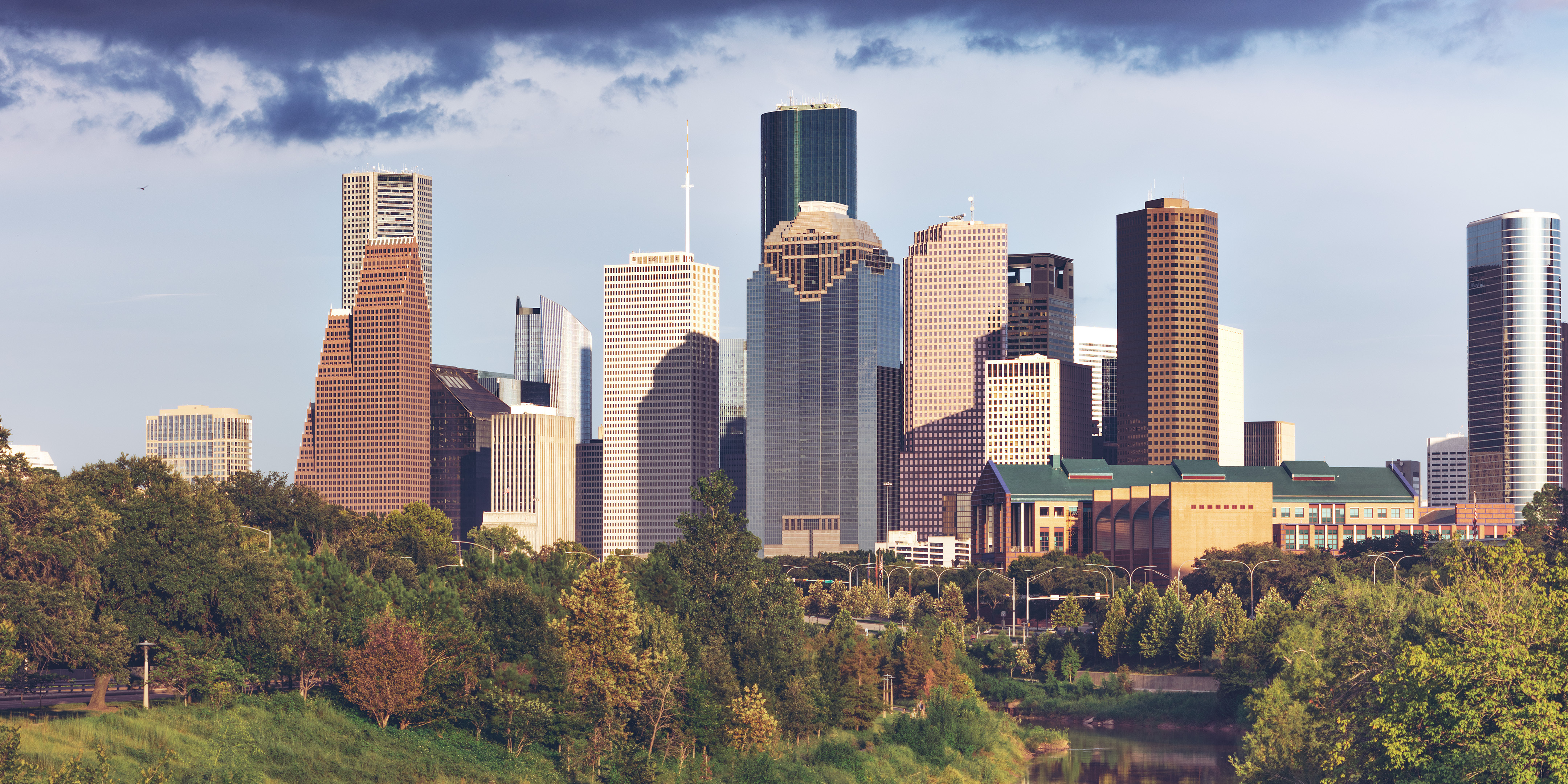
O porțiune din peisajul urban al Houstonului, cu numeroși zgârie-nori, Texas, SUA